# 郭尚道
郭尚道（：／ Kwak Sang-do，1959年12月23日—），大韓民國保守派政治人物，第20至21屆韓國國會議員。